# Andrew Prine
Andrew Lewis Prine  (Jennings (Florida), 14 februari 1936 – Parijs, 31 oktober 2022) was een Amerikaans acteur. Hij is vooral bekend door zijn rol van Andy Guthrie in de televisieserie The Wide Country, en door zijn rollen Dr. Roger Helvick, Dr. Louis Miller en John Bardeman in de televisieserie Dr. Kildare.

## Filmografie

### Televisieseries
minimaal 2 afleveringen
- Look Up and Live - als ? (2 afleveringen, 1959)
- Have Gun - Will Travel - als Bobby Olson/Billy Lamport (1960-1961)
- Alcoa Premiere - als Andy Guthrie/Gavril Princip (2 afleveringen, 1961-1962)
- Wide Country - als Andy Guthrie (28 afleveringen, 1962-1963)
- Gunsmoke - als Elmo Sippy/Clay/Billy Joe Arlen (3 afleveringen, 1962-1963)
- Wagon Train - als Eric Camden/Felix Colton (2 afleveringen, 1964-1965)
- Dr. Kildare - als Dr. Roger Helvick/John Bardeman/Dr. Louis Miller (7 afleveringen, 1963-1965)
- 12 O'Clock High - als Luitenant Jaydee Jones/Luitenant Robert Mellon (2 afleveringen, 1964-1965)
- The Fugitive - als Neil Hollis/Ray Kimble (2 afleveringen, 1964-1965)
- The Road West - als Timothy Pride (29 afleveringen, 1966-1967)
- Ironside - als Ernie Norton (2 afleveringen, 1968)
- The Virginian - als Tobe Larkin/Chuck Larson/Brett Benton (5 afleveringen, 1965-1969)
- Insight - als Tuesday/Eliot - DDS/Printer (4 afleveringen, 1965-1970)
- Lancer - als Gabe Lincoln/Wilf Guthrie (2 afleveringen, 1968-1970)
- The Name of the Game - als Victor Bailey/Jigger (2 afleveringen, 1968-1970)
- The F.B.I. - als Beau Parker/Irwin Lynch/Spencer Lang (3 afleveringen, 1968-1973)
- Barnaby Jones - als Shine Stanfield/Jim Howard/Jim Hague (2 afleveringen, 1973-1974)
- Cannon - als Koy/Paul Whitney (2 afleveringen, 1971-1974)
- The Family Holvak - als Harv Jennings (2 afleveringen, 1975)
- Baretta - als Tommy Bishop/Andy (2 afleveringen, 1975-1976)
- Hawaii Five-O - als Richard Chadway/Wally Hatch (2 afleveringen, 1975-1978)
- W.E.B. - als Dan  Costello (5 afleveringen, 1978)
- The Littlest Hobo - als Tom Malone (2 afleveringen, 1979)
- V: The Final Battle - als Steven (3 afleveringen, 1984)
- Matt Houston - als Peter Martin Delaney/Truman Masters (2 afleveringen, 1984)
- Danger Bay - als Perkins (2 afleveringen, 1986)
- Dallas - als Harrison van Buren III (2 afleveringen, 1989)
- Freddy's Nightmares - als Professor Charles Windom/Agent Stears (2 afleveringen, 1989)
- Murder, She Wrote - als Gil Blocker/Roscoe/Victor Sayler/Professor Todd Lowery (4 afleveringen, 1984-1991)
- Night Stand - als Dr. Hamilton George (2 afleveringen, 1995-1996)
- Weird Science - als Wayne/Wyatt Donnelly (11 afleveringen, 1994-1998)
- Six Feet Under - als Ed Kimmel (2 afleveringen, 2004)
- CSI: Crime Scene Investigation - als Rodger Stokes (2 afleveringen, 2005)

### Films
- Kiss Her Goodbye - als Kenneth 'Kenny' Grimes (1959)
- The Miracle Worker - als James Keller (1962)
- Advance to the Rear - als Owen Selous (1964)
- Texas Across the River - als Luitenant Sibley (1966)
- The Devil's Brigade - als Theodore Ransom (1968)
- Bandolero! - als Hulpsheriff Roscoe Bookbinder (1968)
- Generation - als Winn Garand (1969)
- Chisum - als Alex McSween (1970)
- Simon, King of the Witches - als Simon Sinestrari (1971)
- Squares - als Austin Ruth (1972)
- La tumba de la isla maldita - als Chris Bolton (1973)
- One Little Indian - als Chaplain (1973)
- Nightmare Circus - als Andre (1974)
- The Centerfold Girls - als Clement Dunne (1974)
- Rooster Cogburn - als Fiona's Man (1975)
- Grizzly - als Don (1976)
- The Winds of Autumn - als Wire Hankins (1976)
- The Town That Dreaded Sundown - als Plaatsvervanger Norman Ramsey (1976)
- The Evil - als Professor Raymond Guy (1978)
- Abe Lincoln: Freedom Fighter - als Luke (1978)
- Amityville II: The Possession - als Pastoor Tom (1982)
- They're Playing with Fire - als Michael Stevens (1984)
- Eliminators - als Harry Fontana (1986)
- Chill Factor - als Kioshe Jones (1989)
- Life on the Edge - als Dr. Rodger Hardy (1992)
- Deadly Exposure - als Richard Anthony (1993)
- Gettysburg - als Richard B. Garnett (1993)
- Wolfridge - als Jack Haig (1994)
- Without Evidence - als John Nelson (1995)
- The Dark Dancer - als Dr. Paul Orenstein (1995)
- The Shadow Man - als MIB #1 (1997)
- Possums - als Burgemeester Charlie Lawton (1998)
- The Boy with the X-Ray Eyes - als Malcolm Baker (1999)
- Critical Mass - als Senator Cook (2001)
- Sweet Home Alabama - als Sheriff Holt (2002)
- Gods and Generals - als Richard B. Garnett (2003)
- Glass Trap - als Sheriff Ed (2005)
- The Dukes of Hazzard - als Boze Man (2005)
- Hell to Pay - als Matt Elden (2005)
- Daltry Calhoun - als Sheriff Cabot (2005)
- Sutures - als Dr. Hopkins (2009)
- Treasure of the Black Jaguar - als Andrew Prine (2010)
- The Lords of Salem - als Jonathan Hawthorne (2012)
- Beyond the Farthest Star - als Senator John Cutter (2013)

### Televisiefilms
- This Savage Land - als Timothy Pride (1969)
- Along Came a Spider - als Sam Howard (1970)
- Lost Flight - als Jonesy (1970)
- Night Slaves - als Fess Beany/Noel (1970)
- Another Part of the Forest - als Oscar Hubbard (1972)
- Wonder Woman - als George Calvin (1974)
- Law of the Land - als Trevis Carrington (1976)
- Riding with Dead - als Luther Stark (1976)
- Tail Gunner Joe - als Peter Gates (1977)
- The Last of the Mohicans - als Majoor Heyward (1977)
- Christmas Miracle in Caufield, USA - als Arthur (1977)
- Donner Pass: The Road to Survival - als Lewis Keyser (1978)
- Mind over Murder - als Kale Man (1979)
- M Station: Hawaii - als Kapitein Ben Galloway (1980)
- Callie & Son - als Kimball Smythe (1981)
- A Small Killing - als Luitenant Ward Arlen (1981)
- V - als Steven (1983)
- No Earthly Reason - als Mr. Morrison (1984)
- On Our Way - als Sheriff Farley Banes (1985)
- And the Children Shall Lead - als Sheriff Connelly (1985)
- Mission of the Shark: The Saga of the U.S.S. Indianapolis - als Henshaw (1991)
- Scattered Dreams - als Sandstorm (1993)
- The Avenging Angel - als Andrew Pike (1995)
- The Miracle Worker - als ? (2000)
- James Dean - als Roger Brackett (2001)
- Hollis & Rae - als Percy Chandler (2006)

## Prijzen
- 2001: Golden Boot Award

- Bibsys: 11050679
- Bibliothèque nationale de France: cb138986879 (data)
- Gemeinsame Normdatei: 138129665
- International Standard Name Identifier: 0000 0001 1451 2523
- Library of Congress Control Number: no99066330
- Nationale Bibliotheek van Israël: 987007437461905171
- SNAC: w67b2w0z
- Système universitaire de documentation: 170093573
- Virtual International Authority File: 88189798
- WorldCat: E39PBJvRXFwRpQdtrhKmBTFFrq